# Kerderi
Kerderi es un grupo de asentamientos abandonados ubicados en el lecho marino seco de lo que alguna vez fue el mar de Aral, en Kazajistán. Se cree que Kerderi estuvo habitada alrededor del siglo XIV, cuando los niveles de agua eran lo suficientemente bajos como para hubiera tierra firme. No se sabe cuándo fue abandonada Kerderi, sin embargo, algunos objetos de Kerderi han sido datados con carbono hasta principios del siglo XVI, y la evidencia histórica sugiere que el mar de Aral comenzó a llenarse lentamente después de 1570, cuando el río Amu Darya reanudó su flujo hacia Aral. Kerderi quedó completamente inundado; a los niveles de agua de 1960, el asentamiento se inundó por debajo de los 19 metros de agua. Cuando los soviéticos desviaron el Amu Darya y el Syr Darya después de la década de 1960, el Aral se retiró una vez más y Kerderi se volvió accesible por primera vez en la historia moderna. Los asentamientos fueron redescubiertos en 2001. Desde entonces, han servido como evidencia importante de los cambios históricos en profundidad del Mar de Aral.
Hay tres sitios distintos en Kerderi, que se han denominado Kerderi-1, Kerderi-2 y Aral Asar. Los asentamientos son conocidos por las ruinas de dos mausoleos. Los habitantes de Kerderi-1 tenían acceso al agua dulce del Syr Darya, que antiguamente serpenteaba cerca. La evidencia arqueológica muestra que los habitantes cultivaban arroz y trigo, y también criaban ganado. Aral Asar se beneficiaba del comercio al ser una parada en la Ruta de la Seda.